# Bulletin of Coordenadoria das Associações Orquidófilas do Brasil
Bulletin of Coordenadoria das Associações Orquidófilas do Brasil (abreviado Bol. CAOB) es una revista con ilustraciones y descripciones botánicas que es editada en Brasil desde el año 1988.